# Give Out But Don't Give Up
Give Out But Don't Give Up är ett musikalbum av Primal Scream som lanserades i mars 1994 på Creation Records (Sire Records i Nordamerika). Skivan var uppföljare till Screamadelica och har en mer rock och boogieinfluerad ljudbild än den skivan. Den Rolling Stones-inspirerade "Rocks" blev den mest kända och framgångsrikaste singeln från skivan. Även "Jailbird" släpptes som singel. Bland producenterna märks funkpionjären George Clinton.

## Låtlista
Låtarna skrivna av Bobby Gillespie, Andrew Innes och Robert Young där inget annat anges
1. "Jailbird" - 3:46
2. "Rocks" - 3:37
3. "(I'm Gonna) Cry Myself Blind" - 4:30
4. "Funky Jam" - 5:24
5. "Big Jet Plane" - 4:15
6. "Free" - 5:30
7. "Call on Me"- 3:50
8. "Struttin'" - 8:29
9. "Sad and Blue" - 3:27
10. "Give Out But Don't Give Up" (George Clinton, Bobby Gillespie, Andrew Innes, Robert Young) - 6:16
11. "I'll Be There for You" - 6:34
12. "Everybody Needs Somebody" - 5:22

## Listplaceringar
- Billboard Heatseekers, USA: #22[1]
- UK Albums Chart, Storbritannien: #2[2]
- VG-lista, Norge: #15[3]
- Topplistan, Sverige: #7[4]